# Tororo (alimento)
El tororo (japonés: 薯蕷, とろろ) es una guarnición japonesa que se prepara rallando ñames crudos como el yamaimo (ñame de montaña japonés) o el nagaimo (ñame chino).
Este plato sin sabor utiliza ingredientes como wasabi (una pasta picante hecha de la planta wasabi), dashi (caldos japoneses) y cebolletas picadas, para darle más sabor. Tiene una textura blanca y pegajosa, y también se sirve como ingrediente en diversos platos, por ejemplo maridado con varios tipos de fideos, como los soba (fideos japoneses de trigo sarraceno) y los udon (fideos de harina de trigo).
Su omnipresencia en diversos platos lo convierte en un elemento básico de la cocina y la cultura japonesas, y aparece en muchas obras literarias y artísticas realizadas por personajes como el poeta Matsuo Basho, el artista Hiroshige y el sacerdote del periodo Edo Anrakuan Sakuden.

## Etimología
El término tororo (とろろ), proviene del simbolismo sonoro japonés de torotoro (トロトロ o とろとろ), que expresa que algo es pegajoso, viscoso o almibarado.
En la gramática japonesa, las onomatopeyas suelen funcionar como adverbios, aunque también pueden funcionar como verbos con el verbo auxiliar suru (する, "hacer"); con torotorosuru (とろとろする o トロトロする), que significa el estado de un objeto sólido que se convierte en un líquido viscoso.

## Producción

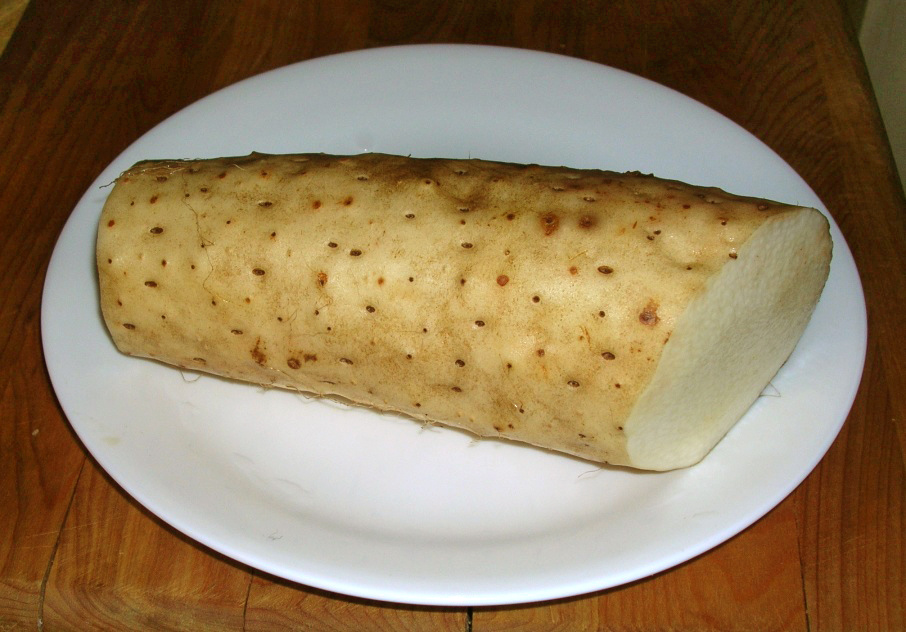
Nagaimo (literalmente tubérculo largo), también conocido como ñame chino, un ñame utilizado para hacer tororo

El tororo suele elaborarse con ñame crudo de dos especies: yamaimo (Dioscorea japonica) y/o nagaimo (Dioscorea polystachya).

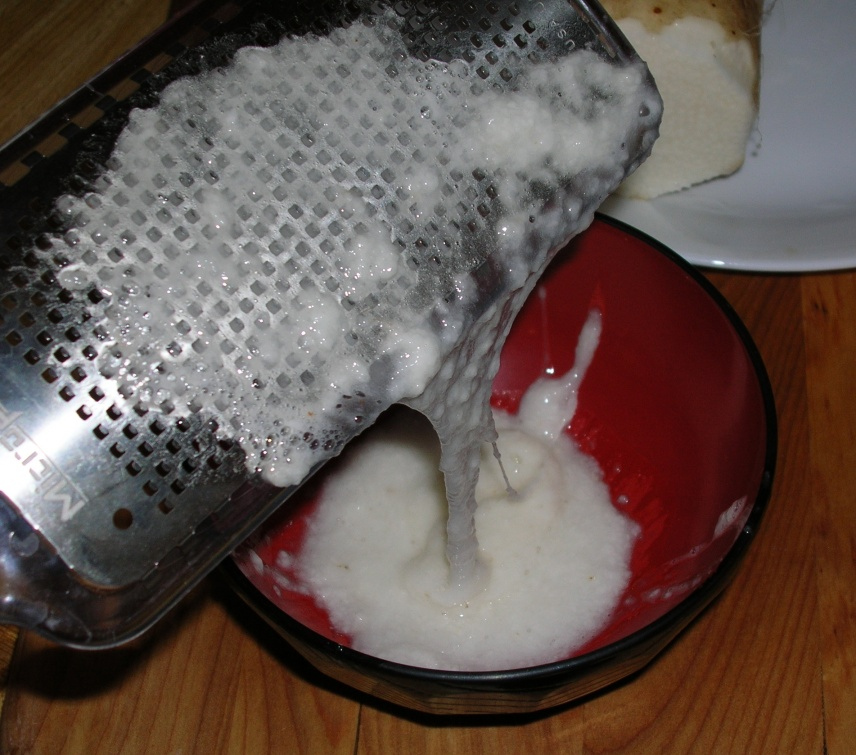
Tororo rallado con un rallador moderno

Antes de rallarlo, se retiran las raíces y la cáscara del ñame para evitar el picor producido por los cristales de oxalato cálcico presentes en esas partes de la planta. Aunque poseen estos cristales, no están presentes en la médula, a diferencia de otros tubérculos.
Para el rallado tradicional se utiliza un suribachi, un cuenco de cerámica tradicional similar a un mortero, que muele el ñame a lo largo de su superficie lentamente hasta que la cantidad de ñame presente en ella es suficiente para que un surikogi, un mortero tradicional, pueda mezclarlo levantándolo para incorporar aire y conseguir una textura más viscosa. Muchos procesos modernos de elaboración del tororo utilizan un rallador para un proceso más rápido.
El tororo suele ser natural, pero para otras recetas como el mugitoro (tororo sobre arroz) y el suitoro (sopa clara) se añaden otros ingredientes como salsa de soja, dashi y miso (pasta de soja) para realzar el sabor y cambiar la textura.

## Textura
Se dice que el mucílago del ñame disuelve las células al molerlas e hidratarlas. Otra teoría sugiere que moler el ñame lo hace más pegajoso, lo que también ocurre cuando se cocina el ñame molido. La composición química del mucílago aún no se ha descubierto. Las teorías de la Sociedad Química de Japón sugieren que la sustancia está hecha de mananos y proteínas, que tienen las mismas características cuando se muele el Ginkgo biloba.

## Nutrición

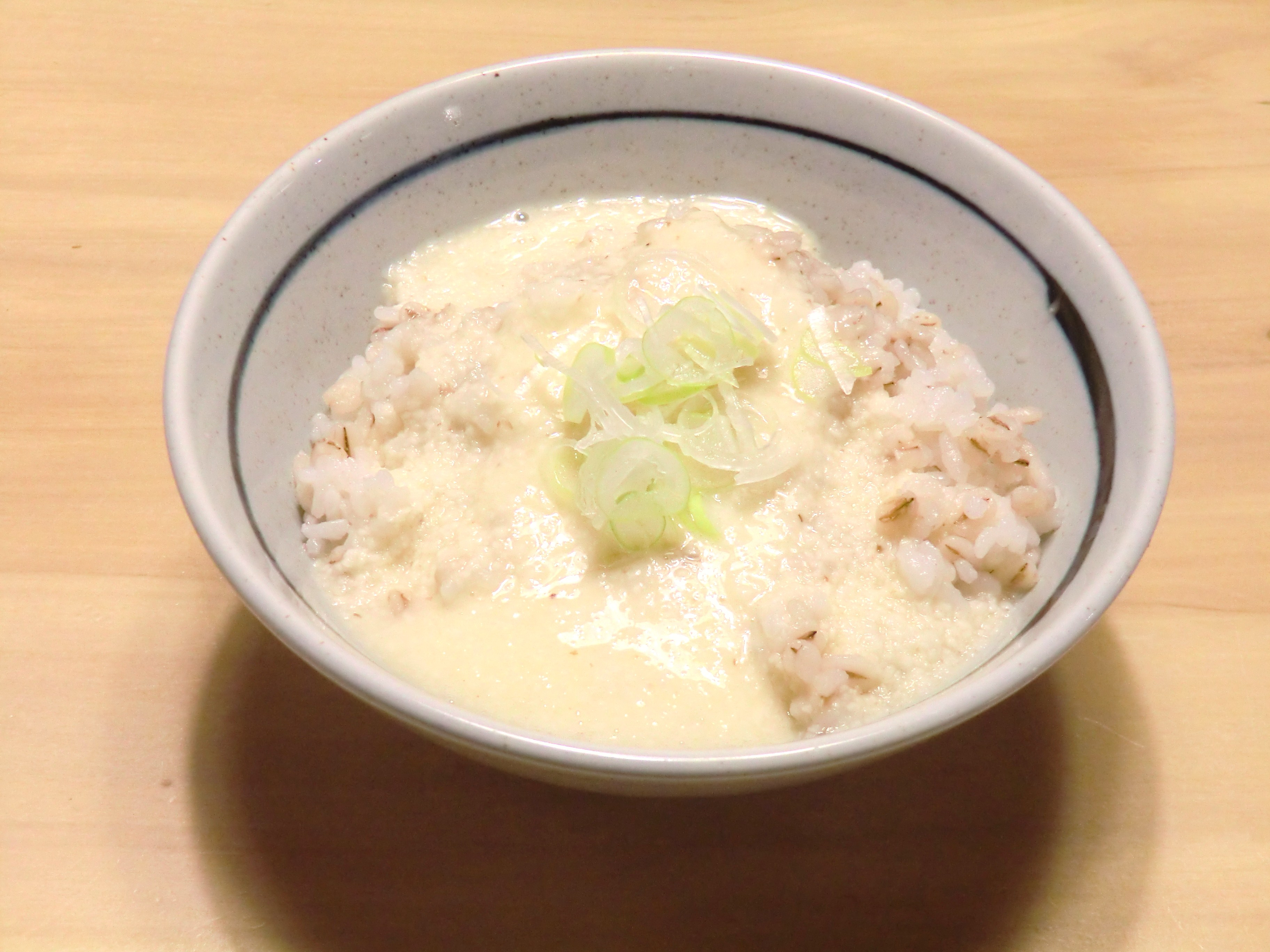
Mugitoro gohan (tororo sobre arroz), plato utilizado en el estudio

El ingrediente principal del tororo (ñame) contiene una gran cantidad de vitaminas y minerales como tiamina (vitamina B1), vitamina C, calcio y potasio, además de micronutrientes como potasio, zinc y hierro.
En un estudio del Asia Pacific Journal of Clinical Nutrition, el consumo de tororo reduce el azúcar y la insulina en sangre. Debido a la naturaleza cruda del alimento, es más difícil de digerir por la presencia de mucina, fibra dietética y almidón crudo sin cocinar en el tororo.

## Usos alimentarios

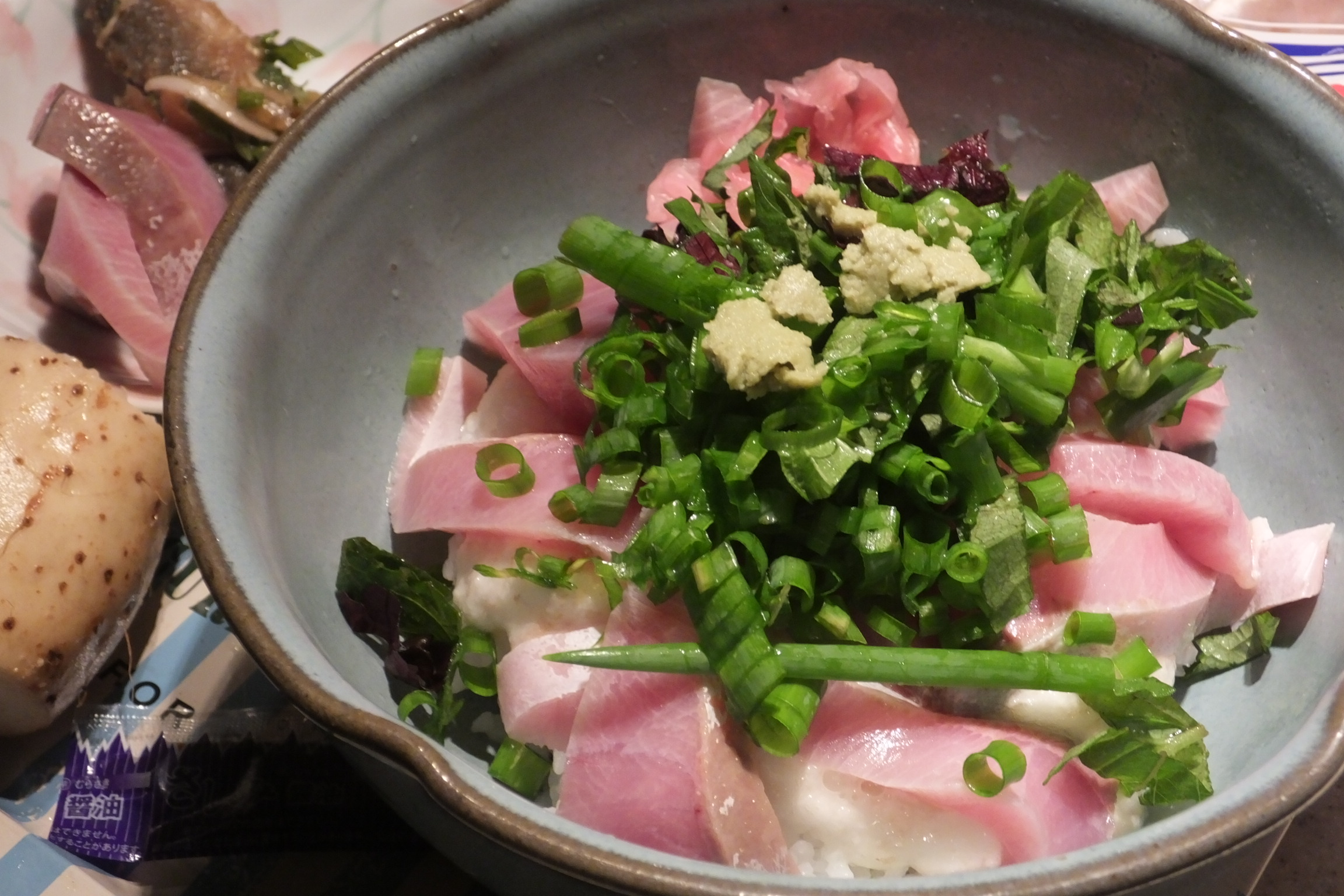
Yamakake, hamachi (cola amarilla) sobre tororo

El tororo se sirve frío y se consume solo, aunque también se puede utilizar como guarnición de otros platos o como ingrediente de otros platos. Normalmente no tiene sabor, pero se le añaden otros condimentos como wasabi, dashi, miso y cebolleta picada para darle sabor o para otros platos.
El tororo se utiliza a menudo como aderezo en muchos platos debido al hecho de que muchos alimentos como nattō (soja fermentada), udon y pescado se pueden cubrir con tororo para una comida más saciante, ya que es barato de añadir. Cuando el tororo se acompaña con dados de pescado (normalmente atún), el plato se llama yamakake. Yamakake también puede usarse para referirse al soba cubierto con tororo.

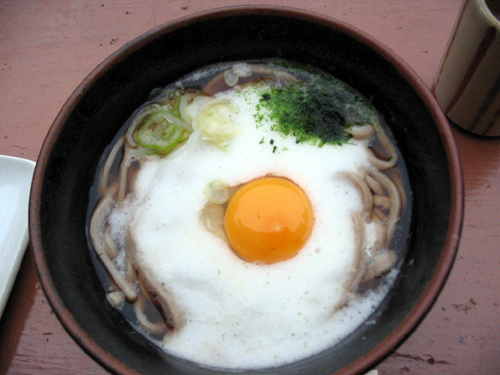
Soba con tororo

Uno de estos alimentos es el llamado mugitoro gohan (tororo sobre arroz) (también conocido como tororo-meshi y tororo-kake-meshi cuando se elabora), un plato que se prepara vertiendo tororo sobre arroz de cebada.
Muchas sopas, como las de fideos soba, se acompañan con tororo. El tororo se mezcla con ingredientes como salsa de soja, miso y dashi antes de ponerlo como ingrediente en una sopa llamada tororo-jiru (sopa de tororo) para añadir más sabor. El mugitoro gohan se suele acompañar con sopa, y la combinación se denomina kotozute-jiru.

## Representaciones en el arte y la literatura

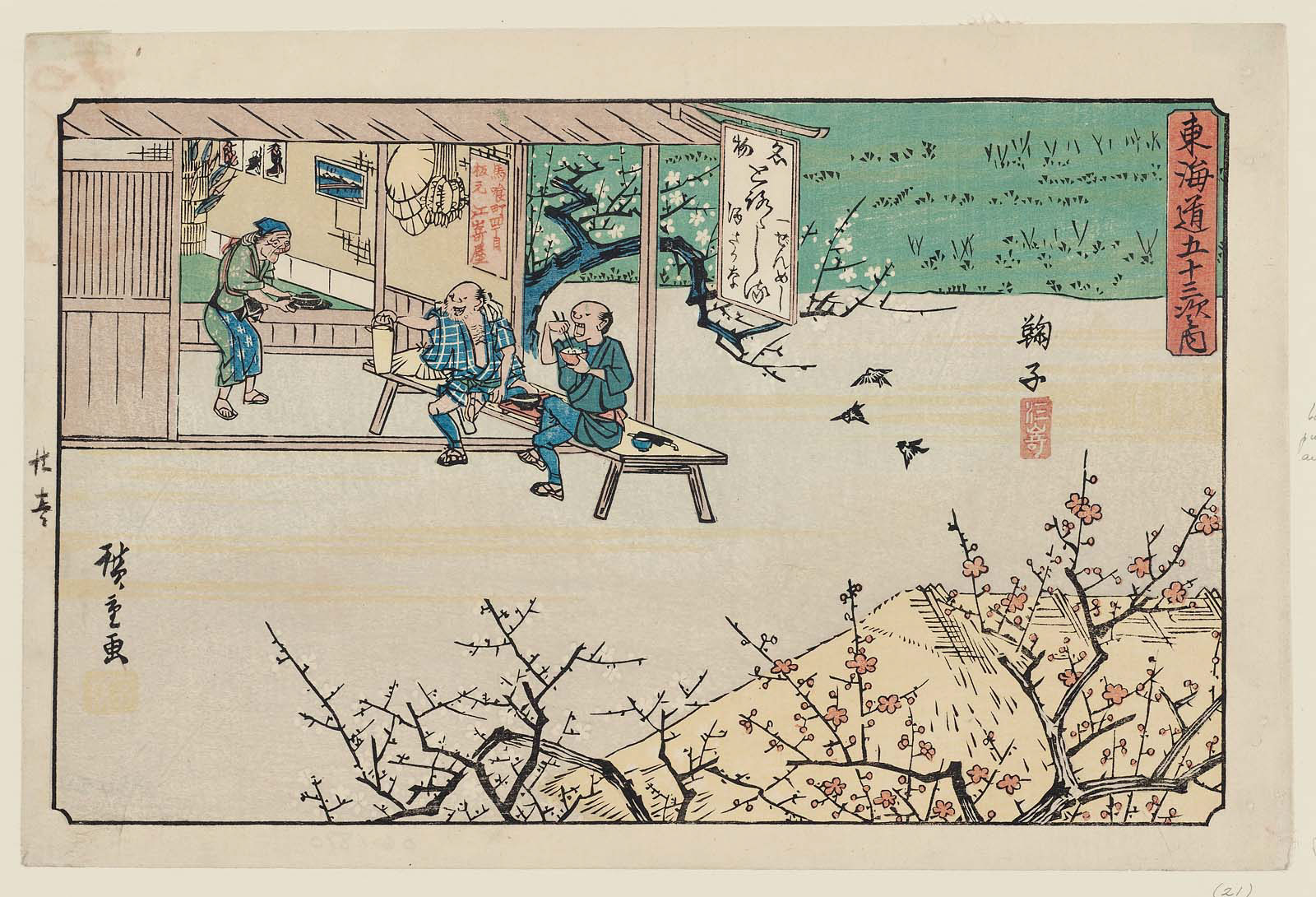
Tororo-jiru representado en un ukiyo-e de Mariko-juku, una de las estaciones de las 53 Estaciones del Tōkaidō.

Se hace referencia al tororo en obras literarias como el Seisuishō, un libro realizado por el sacerdote del periodo Edo Anrakuan Sakuden en 1623, acuñando el término kotozute-jiru (que literalmente significa sopa de palabras), a partir del doble significado de la palabra iiyaru, que puede significar decir (usando palabras) o comer.
En el periodo Edo, Mariko-juku, una de las estaciones de las 53 Estaciones del Tōkaidō, tororo-jiru es conocida como una famosa comida local de la zona. El poeta Matsuo Bashō, escribió un poema sobre la especialidad local titulado Ume-wakana Maruko no Yado no Tororo-Jiru en su antología Sarumino. Está escrito como una especialidad de la zona en el Tōkaidōchū Hizakurige, una novela picaresca cómica compuesta por el escritor Jippensha Ikku.
Aparece en los grabados ukiyo-e del artista Hiroshige, Las cincuenta y tres estaciones del Tōkaidō, un grabado presenta Mariko-juku, la vigésima estación del Tōkaidō, de una casa de té que sirve tororo-jiru.